# Jet blast

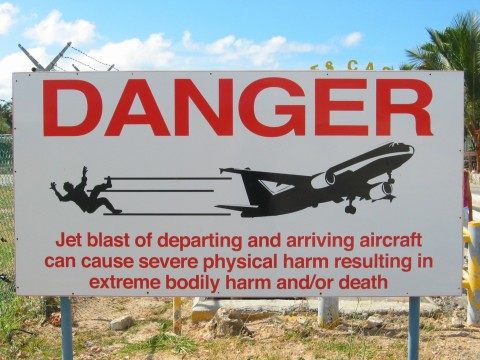
Segnale di avviso riguardo al rischio di investimento da jet blast all’esterno dell'aeroporto di Sint Maarten.

Con Jet blast in aeronautica si definisce la turbolenza dell'aria prodotta dai motori di aeromobili a reazione, in particolare durante il decollo.
Un grande aereo con motore a reazione è in grado di produrre uno spostamento d'aria che può raggiungere la velocità di 190 km/ora, a 60 metri di distanza con il motore al 40% della potenza massima.

Questa turbolenza può costituire pericolo per persone, veicoli o altri oggetti non schermati che si vengano a trovare dietro l'aereo.
Nonostante la forza e la natura potenzialmente distruttiva del getto dei reattori, le statistiche riportano pochi incidenti ad opera del jet blast, anche se il fenomeno può risultare particolarmente pericoloso per gli aeromobili più leggeri che si muovono sull'area di manovra degli aeroporti, sia causa della difficoltà da parte dei piloti di individuare visivamente lo spostamento d'aria sia a causa delle caratteristiche aerodinamiche di questi velivoli. Per minimizzare tali rischi i piloti di velivoli leggeri spesso si mantengono più vicino al bordo della pista di decollo piuttosto che posizionarsi sull'asse pista.
Anche gli aeromobili a elica sono in grado di generare una turbolenza significativa, in questo caso nota come prop wash.
Alcuni aeroporti hanno installato deflettori per diminuire i rischi di jet blast nelle zone o sulle strade dove veicoli o persone possono essere sulla traiettoria del flusso d'aria di aeromobili in decollo.